# Parisienne

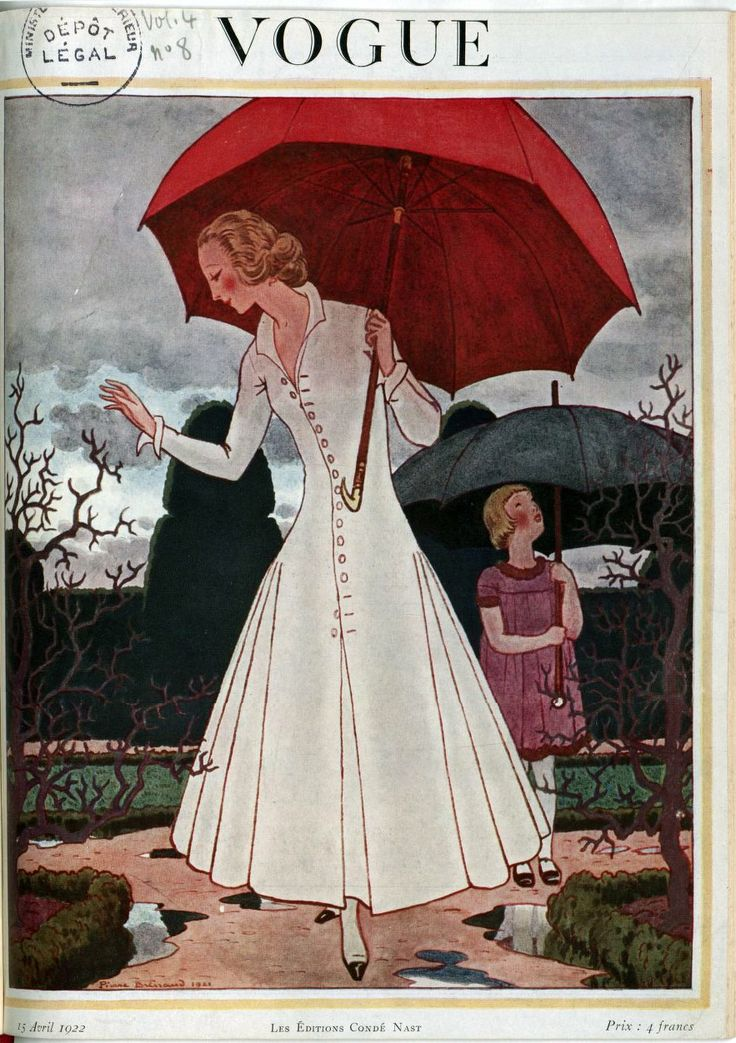
Portada de la edición francesa de Vogue (abril de 1922).

La Parisienne es un estereotipo femenino para designar a las habitantes de la ciudad de París en su actitud:

la Parisienne pasa, fina y orgullosa, sosteniendo en una mano una ligera sombrilla y con la otra un abanico necesario para refrescarse y, a veces, solo como apariencia...

## Contexto
Figura que evoca elegancia y mentalidad francesa, que siempre se distingue por un indefinible no sé qué, fue elogiada por los escritores (como Théodore de Banville y Octave Uzanne), pintores, ilustradores (como René Gruau, Kiraz, y más recientemente por Margaux Motin) y cineastas. El diseñador de moda británico John Galliano, de forma general, la describió como «bien peinada, bien calzada». El director Loïc Prigent, experto en moda, dice que «es una referencia y un misterio», y trata de «definir a la Parisienne» con humor:

« La elegante Parisienne no se puede definir por un tacón o un zapato , un tono de cabello o lápiz de labios. […] La Parisienne [es] un estilo, un estado de ánimo […], luciendo su bolso Chanel con tanta negligencia […] La Parisienne ama la moda, a menudo se queja de su ciudad […] Básicamente, la Parisienne lo tiene todo para ser dolorosa, pero la facilidad para hacerla pasar por casual, […] un aire de descuido pero estudiado para no ser descuidado, […] Ella sabe que la moda funciona por temporadas pero su estilo evoluciona poco, fiel a los clásicos, haciendo evolucionar algunos elementos.

Algunos periodistas han tratado de describirla, como en la edición estadounidense de la revista Vogue (de 1922) donde se dedica una crónica ilustrada: « los hechos y gestos de seis Parisiennes, sus gustos, su buen gusto, […] una joven… cuya forma de vestir, en que no se sabe qué hay en ella»; u ocho décadas más tarde en Madame Figaro: «Ella todavía reinó en la última Fashion Week. Paseó su figura elegante y despreocupada por los desfiles de Céline, Carven, Cédric Charlier, por citar algunos. Desconcertante en la vestimenta y el sex-appeal, en la reserva y la emancipación, la Parisienne sabe mezclar el clasicismo y la moda pura como ninguna otra. Un frío y un calor que, en todos los países, simboliza la quintaesencia de la feminidad».
La Parisienne es la fuente de inspiración para los diseñadores de moda, entre ellos Yves Saint Laurent —quien fue el representante más significativo—, o perfumes, convirtiéndose en un símbolo de la moda.

## Mujeres representantes
Actualmente, la persona que mejor ha personificado a la Parisienne es Inès de La Fressange, aunque lo fue antes Bettina, Jeanne Lanvin —definida como la «ultra-Parisienne»— o Catherine Deneuve, más recientemente.